# 九棘長鰭鸚鯛
九棘長鰭鸚鯛（学名：Pteragogus enneacanthus），又名九棘高體盔魚、荔枝魚、瘦牙、砂遍羅、黃鶯魚、絲仔魚、貓仔魚婆、絲鰭鸚鯛，为輻鰭魚綱鱸形目隆頭魚亞目隆頭魚科高體盔魚屬下的一个种，分布於西太平洋區，從印尼至珊瑚海海域，棲息深度3-25公尺，體長可達15公分，棲息在藻類或珊瑚生長的礁石區，生活習性不明。

## 扩展阅读
- 維基物種上的相關：九棘長鰭鸚鯛